# 사쿠라노 우타
사쿠라노 우타(サクラノ詩－櫻の森の上を舞う－, Sakura no Uta)는 마쿠라가 개발하고 2015년 10월 23일 마이크로소프트 윈도우용으로 출시된 일본의 성인용 비주얼 노벨이다. H2O: FOOTPRINTS IN THE SAND, √after and another에 이어 마쿠라의 세 번째 게임이다. 줄거리는 오스카 와일드와 미야자와 겐지와 같은 문학적 인물에 대한 언급을 통합하여 미학, 모방, 예술적 천재의 본질 등 예술과 미학과 관련된 주제를 탐구한다.

## 게임플레이
게임의 거의 전체 시간이 단순히 화면에 나타나는 텍스트를 읽는 데 소비되기 때문에 게임 플레이에는 플레이어의 상호 작용이 거의 필요하지 않다. 이 텍스트는 다양한 등장인물 간의 대화나 주인공의 내면의 생각을 나타낸다. 주인공이 선택할 소녀를 결정하는 플레이어의 선택은 단 하나이다. 플레이어가 경험할 수 있는 주요 줄거리는 스토리의 각 히로인마다 하나씩, 총 6개이다. 6개의 줄거리를 전체적으로 보려면 플레이어는 게임을 여러 번 재생하고 단일 결정 지점에서 다른 방향으로 줄거리를 진행하기 위해 다른 선택을 선택해야 한다. 모든 히로인들의 이야기가 끝나면 진정한 엔딩이 나온다.